# Isthmiade carinifrons
Isthmiade carinifrons är en skalbaggsart som beskrevs av Dmytro Zajciw 1972. Isthmiade carinifrons ingår i släktet Isthmiade och familjen långhorningar.
Artens utbredningsområde är Venezuela. Inga underarter finns listade i Catalogue of Life.